# Francisco Quintana Ylzarbe
Francisco Quintana Ylzarbe   (Barcelona, 1898 - 1957) fou un dirigent esportiu relacionat amb l'automobilisme català. La seva germana Julia Quintana Ylzarbe, el 1923 es casa amb Miguel Mateu Pla  Al març de 1939 és nomenat delegat de el Consejo Nacional de Deportes en representació de Automòbil Club de Catalunya A l'octubre de l'any 1939, és nomenat delegat regional del Comitè Olímpic Espanyol-CND a l'apartat d'automobilisme Col·laborà amb l'empresa Hispano-Suiza. Presidí el Reial Automòbil Club de Catalunya (1940-1957), càrrec que compaginà amb el de president de la Federació Catalana d'Automobilisme des del 1943. Col·laborà en l'organització del Gran Premi Penya Rhin, en un final d'etapa del Ral·li de Lisboa (1947), en la recuperació de la Volta a Catalunya (1954) i en la creació de la Copa Montjuïc d'automobilisme (1954).